# Brigitta Boccoli
Brigitta Boccoli (Rome, 5 mei 1972) is een Italiaans film- en televisieactrice. 

## Biografie
Brigitta Boccoli werd in 1972 geboren in Rome waar haar familie net naartoe verhuisd was vanuit Milaan. Boccoli begon haar carrière op televisie in de  jaren 1980 in de show Pronto, chi gioca?, waaraan ook haar zuster Benedicta meewerkte. Buiten haar acteerwerk in films en televisieseries, werkte ze ook mee aan een fotostrip.

### Privaat leven
Haar zuster Benedicta Boccoli is ook actrice. Brigitta Boccoli is gehuwd met de circusartiest Stefano Orfei die ze leerde kennen tijdens de opnamen van de realityserie Reality Circus en ze hebben samen een zoon.

## Discografie
- 1989: Stella (samen met Benedicta Boccoli op het Festival van San Remo)